# 比利纳

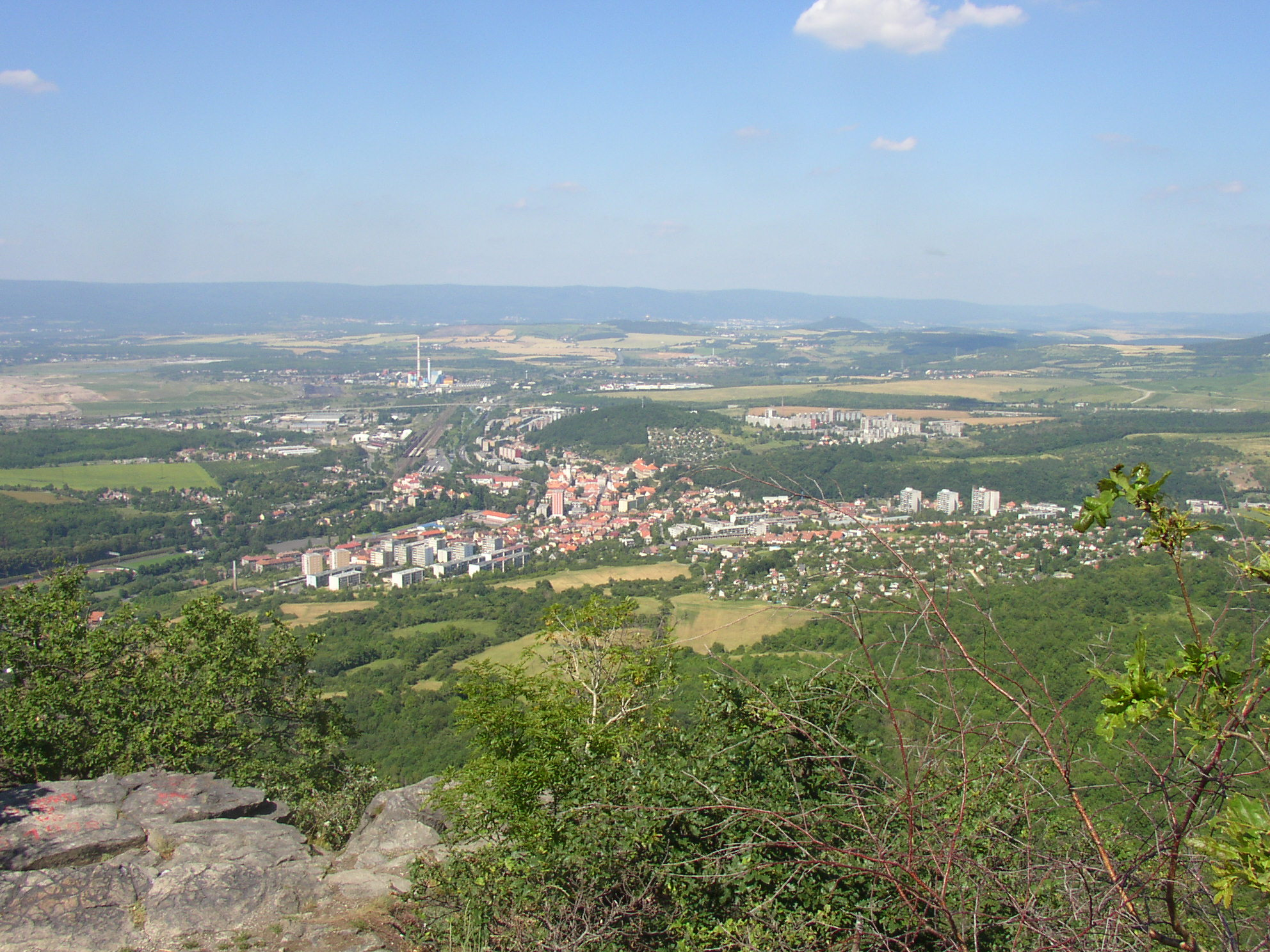
比利纳

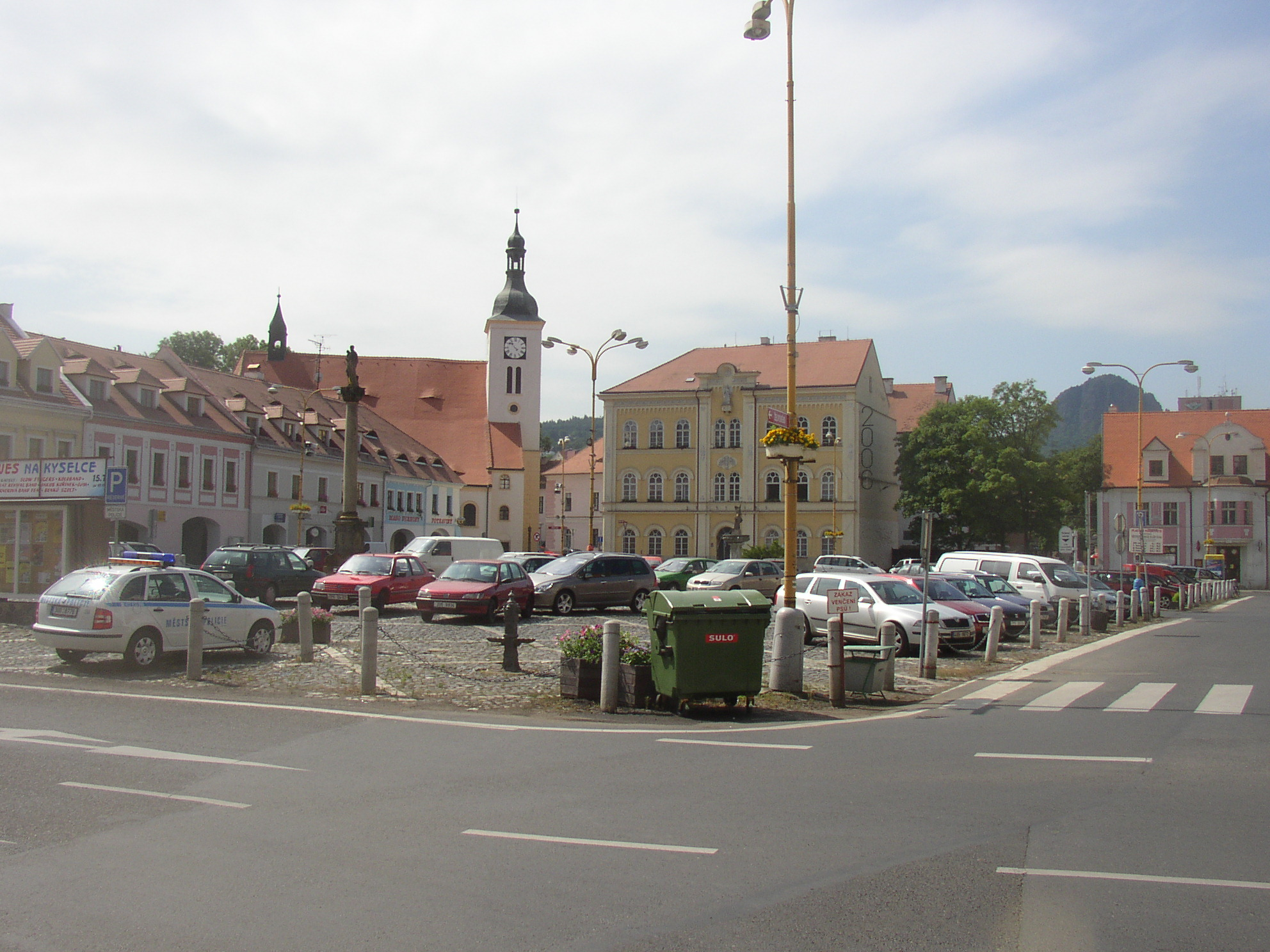
和平广场

比利纳是位于捷克拉贝河畔乌斯季州比利纳河畔的一个镇，人口约1.6万人。
50°32′56″N 13°46′30″E / 50.549°N 13.775°E